# ويندل ألكسيس
ويندل ألكسيس (بالإنجليزية: Wendell Alexis)‏ مواليد 31 يوليو 1964 في بروكلين، هو لاعب كرة سلة أمريكي سابق بدأ مسيرته الاحترافية في سنة 1986. يبلغ طوله 6 قدم 9 بوصة (2.1 م). اعتزل اللعب في 2004.

## فرق لعب لها
- نادي بلد الوليد لكرة السلة
- ريال مدريد بالونكيستو
- مكابي تل أبيب لكرة السلة
- ألبا برلين

## الميداليات
| الميدالية | المسابقة                         |
| --------- | -------------------------------- |
| برونزية   | بطولة كأس العالم لكرة السلة 1998 |

## روابط خارجية
- ويندل ألكسيس على موقع الاتحاد الدولي لكرة السلة (الإنجليزية)
- ويندل ألكسيس على موقع سبورتس رفرنس (الإنجليزية)
- ويندل ألكسيس على موقع الدوري الإسباني لكرة السلة (الإسبانية)
- ويندل ألكسيس على موقع كرة السلة الأوروبية.كوم (الإنجليزية)
- ويندل ألكسيس على موقع كلية كرة السلة في سبورتس رفرنس.كوم (الإنجليزية)
- ويندل ألكسيس على موقع ريلجم (الإنجليزية)
- ويندل ألكسيس على موقع بروبوليرز (الإنجليزية)
- ويندل ألكسيس على موقع سبورتس رفرنس (الإنجليزية)